# Юліхська експериментальна АЕС
Юліхська експериментальна атомна електростанція (Об'єднання «Юліхський дослідний реактор» (нім. Arbeitsgemeinschaft Versuchsreaktor Jülich, AVR (Jülich)), спочатку також «атомна дослідна електростанція» (нім. Atomversuchskraftwerk)) — закрита атомна електростанція в Німеччині, Північний Рейн — Вестфалія, потужністю 15 МВт. Це був перший німецький високотемпературний реактор (HTR). «Батьком» установки був Рудольф Шультен, який в 1950-х роках виконав основні роботи з цього типу реакторів. Після закінчення докторантури у Вернера Гейзенберга він працював з 1956 по 1965 рік у BBC/Krupp (BBC/Krupp Reaktorbau/Hochtemperatur Reaktorbau), де він був відповідальний за планування та будівництва Юліхського дослідного реактору. Згодом до свого виходу на пенсію в 1989 році він був директором «Інституту розробки реакторів» в Юліху та одночасно професором реакторної техніки Рейн-Вестфальського технічного університету Ахена.

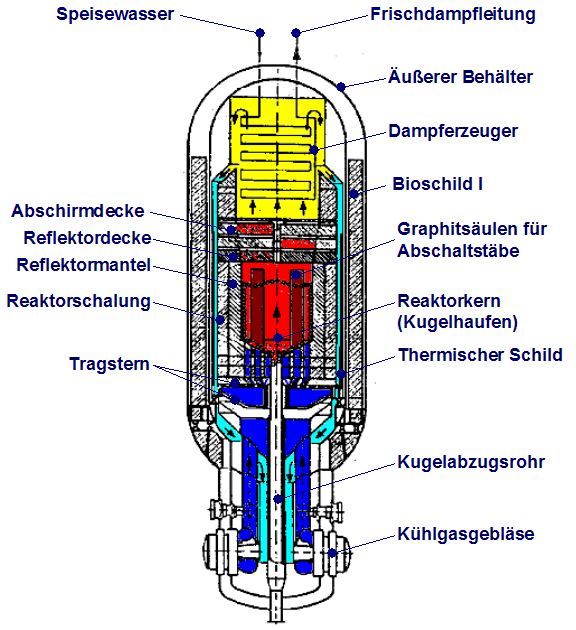
Будова дослідного реактору

Ядерний реактор типу HTR був реактором на гранульованому паливі з електричною нетто-потужністю в 13 МВт. Установка знаходиться в Юліху в безпосередній близькості від Юліхського дослідницького центру.
У 1967 році АЕС була синхронізована з електромережею і введена в комерційну експлуатацію у 1969 році. Забудовником та експлуатаційником був консорціум з місцевих постачальників електроенергії під керівництвом комунального господарства Дюссельдорфа, яке заснувало для цього Об'єднання «Юліхський дослідний реактор» (нім. Arbeitsgemeinschaft Versuchsreaktor Jülich, AVR (Jülich). Після 21 року експлуатації реактору, він був вимкнутий 31 грудня 1988 року. Загалом, реактор виробив близько 1,7 мільярдів кВт-год електроенергії.
Концепція закриття атомних електростанцій в наступних роках була змінена з «консервації реактору» до «видалення активної зони реактору» і врешті-решт до «повного демонтажу». Для цього Об'єднання «Юліхський дослідний реактор» було інтегроване у 2003 році у федеральне підприємство знесення Energiewerke Nord. Досі триває підготовка повного знесення споруди. У 2006 році перед реактором був споруджений шлюзовий затвор 60 × 4 метрів зі сталі для того, щоби вивести корпус реактору через шлюз. До 2015 року демонтажні роботи повинні бути закінчені до стану повністю знезараженої зони, в той час як корпус реактору буде на добрих 60 роки тимчасово захоронений на відстані в 200 метрів. Однак, внаслідок високого радіаційного зараження контуру системи охолодження очікуються значні складнощі. У 2000 році експлуатаційник заявив, що бета-зараження (Стронцієм-90) дослідного реактору є навіть найвищим серед усіх реакторів та ядерних споруджень у світі, та ще й в дуже незручній формі, а саме зв'язане з пилом.

## Дані енергоблоку
АЕС мала один енергоблок:
| Енергоблок   | Тип реактору                                             | Нетто- потужність | Брутто- потужність | Початок будівництва | Синхронізація з електромережею | Комерційна експлуатація | Закриття   |
| ------------ | -------------------------------------------------------- | ----------------- | ------------------ | ------------------- | ------------------------------ | ----------------------- | ---------- |
| AVR (Jülich) | Високотемпературний реактор охолоджувальний газом (HTGR) | 13 МВт            | 15 МВт             | 01.08.1961          | 17.12.1967                     | 19.05.1969              | 31.12.1988 |

Технічні характеристики реактору:
| Технічні дані                              | AVR-Versuchsreaktor |
| ------------------------------------------ | ------------------- |
| теплова потужність                         | 46 МВт              |
| електрична потужність                      | 13 МВт              |
| середнє питоме енерговиділення             | 2,6 МВт/м³          |
| висота/діаметр активної зони реактору      | 2,8 м / 3 м         |
| ядерне паливо                              | 235U                |
| висота/діаметр корпусу реактору під тиском | 24,9 м / 5,8 м      |
| матеріал корпусу реактору під тиском       | Сталь               |
| охолоджувач                                | He                  |
| температура на вході                       | 275 °C              |
| температура на виході                      | 950 °C              |
| тиск                                       | 10,8 бар            |
| температура свіжого пару                   | 505 °C              |